# Fotomodel
|  | Sammenskrivningsforslag Artiklen Fotomodel er foreslået føjet ind i Model (profession). (Siden juni 2020) Diskutér forslaget |

Fotomodel er en stillingsbetegnelse for en person, der som model professionelt eller freelance præsenterer tøj eller et produkt i for eksempel et tøjkatalog, til et modeshow, i et modeblad, i en reklamekampagne, i en annonce eller i en reklamefilm.

## Forskellige typer fotomodeller

### Fashion model
At være en fashion (mode) model omhandler først og fremmest at præsentere tøj i for eksempel et tøjkatalog, til et modeshow, i en editorial i et modeblad eller en kampagne. Fashion modeller starter karrieren tidligt – nogle gange fra de er allerede 13 år gamle. Til gengæld er der de færreste, der stadig få lov til at fortsætte efter de har rundet de 25, hvor man bliver betragtet som "gammel". Som fashion model skal modellen være over 1.73 meter høj (nogle bureauer accepterer 1.72 meter), modellens krop skal være lang og spinkel, modellens lemmer skal være lange og elegante, modellen må helst være meget slank, ansigtet skal være proportionalt og læberne skal have en vis fylde. Der har været diskuteret i medierne hvorvidt fashion modellernes BMI er for lav, men indtil videre er det mere reglen end undtagelsen at en fashion model skal være meget slank. Mandlige modeller skal være mindst 1.90 meter høje, men ikke over 1.98 meter.
Der er rigtigt gode indtjeningsmuligheder som fashion model og nogle modeller slår igennem og gør en længere karriere ud af det. Andre har en periode på 4 til 6 år hvor de laver en god indtjening. Som fashion model får man rejst meget til fashionindustriens hovedstæder som er bl.a. Paris, Milano, Tokyo, New York og London.

### Kommerciel model
At være en kommerciel model omhandler først og fremmest at præsentere et produkt i for eksempel en annonce, i et katalog, i en reklamefilm eller i en reklamekampagne. Kommercielle modeller findes der i alle aldre, størrelser og udseender – da der er behov på markedet for alle typer modeller. En kommerciel model skal være karismatisk, præsentabel og have et bredt variation af udtryk og stillinger, så modellen kan tilpasse den opgave som han/hun er booket til. Nogle gange omfatter kommercielle opgaver billeder af kun hænder eller fødder. Det er hverken en fordel eller ulempe hvis modellen ser ud på en bestemt måde, for man bliver castet efter type og ikke efter højde eller mål.
Der er gode og konstante indtjeningsmuligheder som kommerciel model og især efter man har rundet de 30. Der er enkelte rejsemuligheder som kommerciel model og de kan forekomme alt efter opgavens karakter og kundens krav til location.

### Fitness model
At være en fitness model omhandler først og fremmest at præsentere sportstøj eller sportsudstyr i for eksempel et sportstøj katalog, en sports kampagne, eller til et sports modeshow. Fitness modeller findes der i forskellige aldre, men mest i alderen fra 20 til 40 år. Man skal være ekstrem fit og trænet til at være en fitness model – og helst muskuløs. I de store sportstøj kæder verden over bruger de tit meget veltrænede fitness modeller samt vindende bodybuildere.
Der er hverken gode eller konstante indtjeningsmuligheder i at være en fitness model, fordi der ikke er etableret nogle fitness modelbureauer i Danmark endnu. Nogle store indtjenings- og rejsemuligheder kan dog forekomme, især hvis man er blevet udvalgt til at være model for en stor international sportstøj kæde.
Da der ikke er etableret nogle fitness modelbureauer i Danmark endnu, opererer de fleste fitness modeller på freelance-basis.

### Promotion model
At være en promotion model omhandler først og fremmest at være vært på en messe, til en event eller en happening og repræsentere et produkt eller et firma. Der er ikke krav til hverken alder eller højde som en promotion model, men de fleste promotion modeller forekommer i alderen fra 20 til 30 år. Der er til gengæld et krav til at modellen skal være præsentabel, have en personlighed og kunne varetage sig opgaven som hun får stillet – alene eller i et team af andre promotion modeller. Man skal være indstillet på tæt kontakt med mennesker og tæt samarbejde med andre promotion modeller. Hvis modellen kan lidt skuespil eller sang, kan det også være en fordel.
Der er overkommelige indtjeningsmuligheder som promotion model og man bliver ofte booket i et team med andre. Der er enkelte rejsemuligheder som promotion model og de kan forekomme alt efter opgavens karakter og kundens krav til location.

### Glamour model
At være en glamour model omhandler først og fremmest at præsentere badetøj eller lingeri i et magasin, et lingerimodeshow, eller til en event. Der er tit modellen der er i fokus og ikke tøjet eller produktet. Diverse magasiner for mænd gør også brug af glamour modeller. En typisk glamour model er i alderen fra 20 til 30 år, hun behøver ikke at være ekstremt slank eller have et bestemt udseende. Tit forekommer at glamour modellerne er slanke, deres hår har en vis længde og deres barm har en vis størrelse.
Der er indtjeningsmuligheder som glamour model, men der er langt større indtjenings- og rejsemuligheder som glamour model i USA og England, hvor industrien for glamour modeller er meget større end her i Danmark.

### Freelance model
At være en freelance model betyder at modellen er ikke tilknyttet noget bureau og derfor selv sørger for at blive booket til diverse opgaver. Der er både fordele og ulemper ved at være en freelance model. Fordelen ved at være selvstændig freelance model er at man ikke skal betale en vis del af sin indtjening til et bureau. Ulempen ved at være selvstændig freelance model er at man står alene og er derfor lettere eksponeret for eventuel bedrageri fra kundens eller fotografens side. I dét tilfælde er det en god idé at anskaffe sig en advokat.

## Danske fotomodeller
- Helena Christensen
- Tina Kjær
- Maud Bertelsen